# Dwulistnik

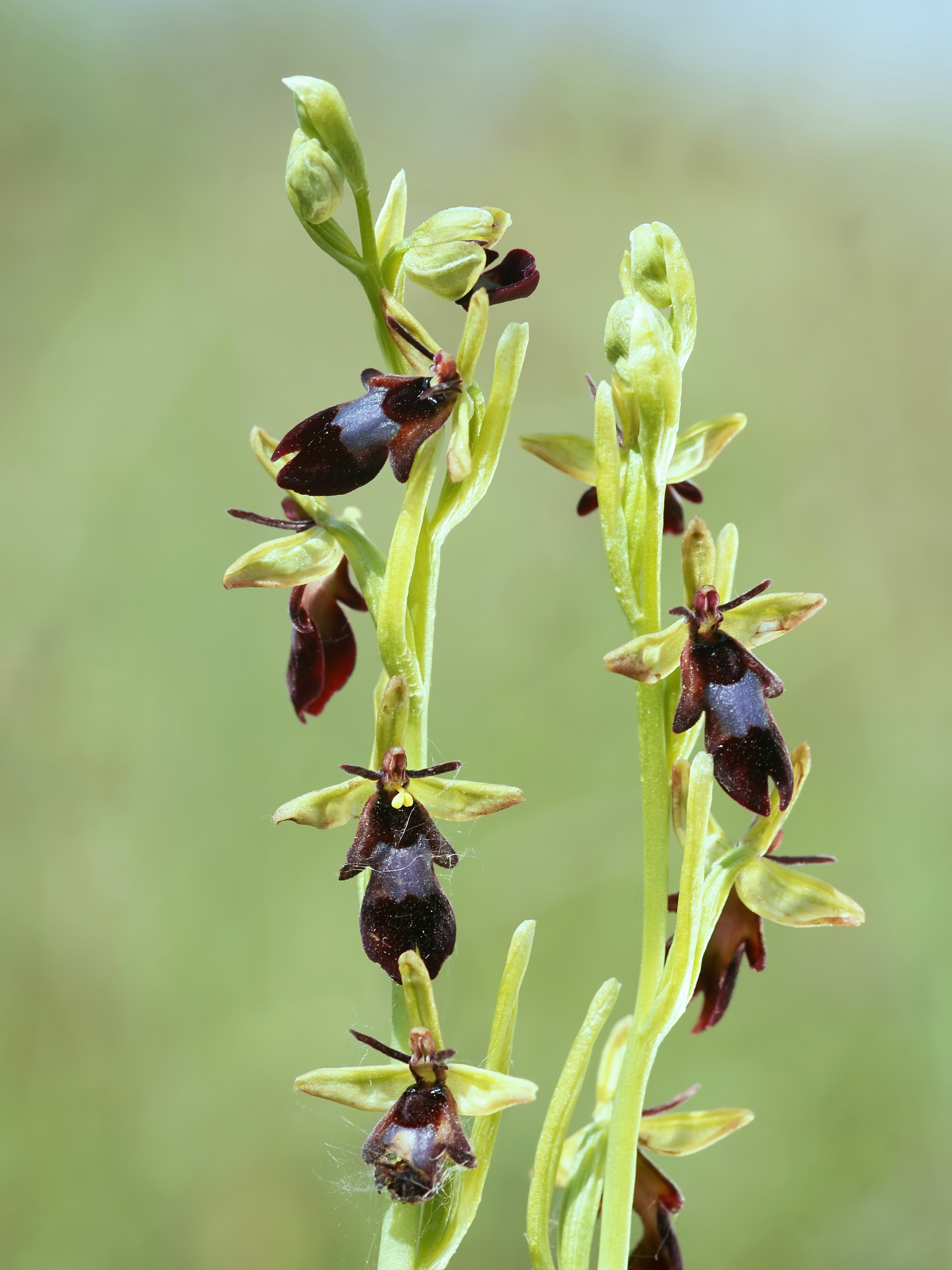
Dwulistnik muszy

Dwulistnik, dwulist, dwójlist (Ophrys L.) – rodzaj roślin z rodziny storczykowatych (Orchidaceae). Należy do niego 28 gatunków, ale z powodu ich zmienności i łatwości tworzenia mieszańców w niektórych ujęciach opisywanych jest bardzo wiele gatunków (do ponad 250). Zasięg rodzaju obejmuje niemal całą Europę i basen Morza Śródziemnego, gdzie rodzaj jest najbardziej zróżnicowany – północną Afrykę (wraz z Wyspami Kanaryjskimi) i południowo-zachodnią Azję (po Iran na wschodzie). W Polsce spotykane są dwa gatunki – dwulistnik muszy Ophrys insectifera oraz rozprzestrzeniający się i rejestrowany od XXI wieku dwulistnik pszczeli Ophrys apifera. Są to storczyki naziemne, związane głównie z glebami wapiennymi, z formacjami trawiastymi lub widnymi zaroślami i lasami. Warżki w ich kwiatach przypominają kształtem, zabarwieniem i układem włosków samice określonych gatunków błonkoskrzydłych. Samce wabione są także substancjami zapachowymi. Storczyki z tego rodzaju są jedynymi we florze Europy zapylanymi w efekcie tzw. pseudokopulacji.

## Morfologia

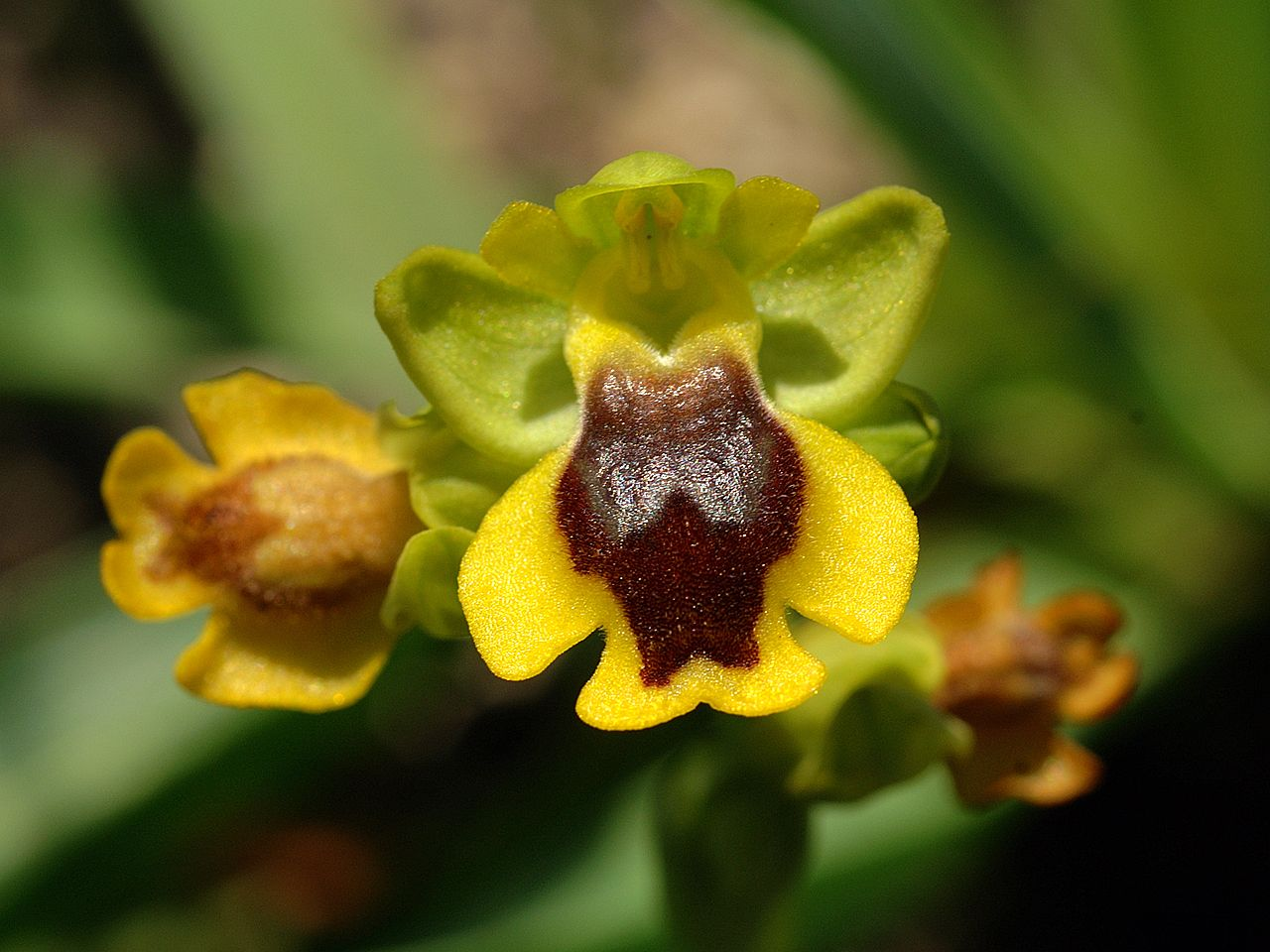
Ophrys lutea nothosubsp. phryganae

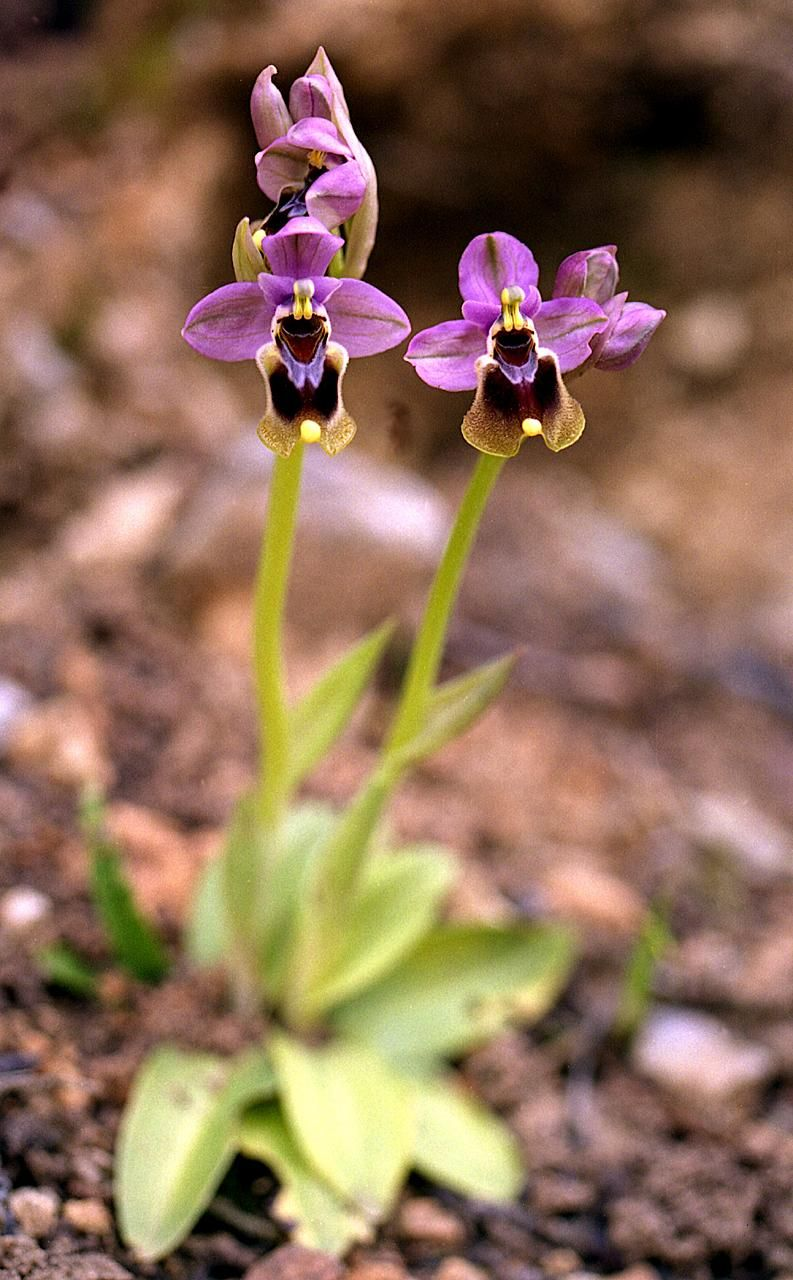
Ophrys tenthredinifera

PokrójRośliny zielne z dwiema jajowatymi bulwami korzeniowymi, odnawiającymi się corocznie.
LiścieZebrane w przyziemną rozetę, ponad którą na łodydze kwiatostanowej wykształca się jeszcze jeden, czasem dwa zredukowane, tutkowate liście.
KwiatyZebrane po kilka–kilkanaście w luźny kwiatostan, często jednostronny. Płatki zewnętrznego okółka okwiatu zwykle są większe od bocznych płatków okółka wewnętrznego, wszystkie są szeroko rozpostarte. Boczne płatki okółka wewnętrznego zwykle są nitkowate i omszone. Warżka jest bardzo zmienna – niepodzielona lub trójłatkowa, przy czym łatki bardzo zróznicowane. Łatka środkowa jest zwykle omszona, ciemno zabarwiona, z wyraźnym rysunkiem, jest wycięta lub całobrzega, często z mięsistym wyrostkiem. Prętosłup jest prosty, znamię owalne, rostellum podzielone na dwie łatki, uczepki są dwie.

## Systematyka
Pozycja systematyczna
Rodzaj sklasyfikowany do podplemienia Orchidinae w plemieniu Orchideae, podrodzina storczykowe (Orchidoideae), rodzina storczykowate (Orchidaceae), rząd szparagowce (Asparagales) w obrębie roślin jednoliściennych.
Wykaz gatunków
Rodzaj Ophrys charakteryzuje się bardzo dużym zróżnicowaniem, u większości gatunków wyodrębniono wiele podgatunków, form i odmian a także scharakteryzowano wiele mieszańców zarówno między gatunkami, jak i podgatunkami. Łatwo tworzą się także mieszańce wielokrotne.
- Ophrys × albertiana E.G.Camus
- Ophrys × angelarum Gennaio, M.Gargiulo, Medagli & Chetta
- Ophrys × angelii Soca
- Ophrys × apicula J.C.Schmidt ex Rchb.f.
- Ophrys apifera Huds. – dwulistnik pszczeli
- Ophrys × arachnitiformis Gren. & M.Philippe
- Ophrys × araniferiformis Dalla Torre & Sarnth.
- Ophrys argolica H.Fleischm.
- Ophrys × barbaricina M.Allard & M.P.Grasso
- Ophrys × battandieri E.G.Camus
- Ophrys × baumanniana Soó
- Ophrys × benoitiana Tineo ex Lojac.
- Ophrys bertolonii Moretti – dwulistnik Bertoloniego
- Ophrys bingoelensis Yild. & Kiliç
- Ophrys bombyliflora Link
- Ophrys × borgersiae P.Delforge
- Ophrys bornmuelleri M.Schulze
- Ophrys × bourlieri Maire
- Ophrys × breieri Wallenwein & Saad
- Ophrys × breuerorum P.Delforge
- Ophrys × brigittae H.Baumann
- Ophrys × brigodeana P.Delforge
- Ophrys × cailliauana P.Delforge
- Ophrys × campolati O.Danesch & E.Danesch
- Ophrys × carica H.Baumann & Künkele
- Ophrys × carpinensis O.Danesch & E.Danesch
- Ophrys × carquierannensis E.G.Camus
- Ophrys × cesinensis Medagli, D'Emerico & Ruggiero
- Ophrys × chobautii G.Keller ex B.Tyteca & D.Tyteca
- Ophrys × cicmiriana P.Delforge
- Ophrys cilicica Schltr.
- Ophrys × circaea W.Rossi & Prola
- Ophrys × circlarium Pellegrino
- Ophrys × clapensis Balayer
- Ophrys × cranbrookeana Godfery
- Ophrys cretica (Vierh.) E.Nelson
- Ophrys × cugniensis Soca
- Ophrys × daneschiana W.J.Schrenk
- Ophrys × denisiana H.Baumann, Künkele & R.Lorenz
- Ophrys × devenensis Rchb.f.
- Ophrys × diakoptensis M.Bayer
- Ophrys × domus-maria M.P.Grasso
- Ophrys × eliasii Sennen ex E.G.Camus & A.Camus
- Ophrys × emmae G.Keller ex H.Wettst.
- Ophrys × epidavrensis G.Eberle
- Ophrys × ettlingeriana P.Delforge
- Ophrys × extorris Soó
- Ophrys × feldwegiana B.Baumann & H.Baumann
- Ophrys × fernandii Rolfe
- Ophrys × ferruginea W.Rossi & Liuti
- Ophrys ferrum-equinum Desf.
- Ophrys × flavicans Vis.
- Ophrys fusca Link – dwulistnik czerwony
- Ophrys × grafiana Soó
- Ophrys × grampinii Cortesi
- Ophrys × gumprechtii O.Danesch & E.Danesch
- Ophrys × heraultii G.Keller ex Schrenk
- Ophrys holosericea (Burm.f.) Greuter
- Ophrys × inceburumensis Kreutz
- Ophrys insectifera L. – dwulistnik muszy
- Ophrys × jansenii P.Delforge
- Ophrys × kalteiseniana B.Baumann & H.Baumann
- Ophrys × kelleri Godfery
- Ophrys × kohlmuellerorum Soca
- Ophrys kojurensis Gölz
- Ophrys konyana Kreutz & Ruedi Peter
- Ophrys kopetdagensis K.P.Popov & Neshat.
- Ophrys kotschyi H.Fleischm. & Soó
- Ophrys × kulpensis Kreutz
- Ophrys × laconensis Scrugli & M.P.Grasso
- Ophrys × laconica H.Baumann & Künkele
- Ophrys × liceana Renz & Taubenheim
- Ophrys × lidbergii Mazzola
- Ophrys × lievreae Maire
- Ophrys × luizetii E.G.Camus
- Ophrys lunulata Parl.
- Ophrys lutea Cav. – dwulistnik żółty
- Ophrys × macchiatii E.G.Camus
- Ophrys × mannarica P.Delforge & C.Delforge
- Ophrys × maremmae O.Danesch & E.Danesch
- Ophrys × marganaiensis Licheri & Rodi
- Ophrys × mariae F.Fohringer
- Ophrys × marmarensis H.Baumann & Künkele
- Ophrys × mazzolana Falci, S.A.Giardina & Serio
- Ophrys × methonensis H.Baumann & Künkele
- Ophrys × minuticauda Duffort
- Ophrys × montis-angeli O.Danesch & E.Danesch
- Ophrys × montis-grossi Kohlmüller
- Ophrys × moreana H.Baumann & Künkele
- Ophrys × nelsonii Contré & Delamain
- Ophrys × neocamusii Godfery
- Ophrys × neoruppertii A.Camus ex Ruppert
- Ophrys × notabilis Renz & Taubenheim
- Ophrys × nouletii E.G.Camus
- Ophrys × olbiensis E.G.Camus
- Ophrys omegaifera H.Fleischm.
- Ophrys × painiana P.Delforge
- Ophrys × paphosiana H.Baumann & Künkele
- Ophrys × pardui Giotta & Piccitto
- Ophrys × parenzani Medagli, D'Emerico & Ruggiero
- Ophrys × parvaisiana P.Delforge
- Ophrys × peltieri Maire
- Ophrys × personei Cortesi
- Ophrys × peteri Steffan
- Ophrys × pietzschii Kümpel ex Rumsey & H.J.Crouch
- Ophrys × pizzulensis Soca
- Ophrys × placotica B.Willing & E.Willing
- Ophrys × plorae C.Alibertis & A.Alibertis
- Ophrys × pseudofusca Albert & Camus
- Ophrys × pseudoquadriloba Renz
- Ophrys × pseudospeculum DC.
- Ophrys × quintartiana P.Delforge
- Ophrys × rainei Albert & Jahand.
- Ophrys × rasbachii G.Eberle
- Ophrys × rauschertii Kümpel
- Ophrys × raynaudii P.Delforge
- Ophrys × rechingeri Soó
- Ophrys × regis-minois Halx
- Ophrys reinholdii Spruner ex Fleischm.
- Ophrys × resurrecta O.Danesch & E.Danesch
- Ophrys × saintenoy-simoniana P.Delforge
- Ophrys × salvatoris O.Danesch & E.Danesch
- Ophrys × sansimonensis Soca
- Ophrys schulzei Bornm. & Fleischm.
- Ophrys scolopax Cav.
- Ophrys × semibombyliflora E.G.Camus
- Ophrys × sicana H.Baumann & Künkele
- Ophrys × sienaertiana P.Delforge
- Ophrys × soller M.Henkel
- Ophrys × sommieri E.G.Camus ex Cortesi
- Ophrys × sorrentinoi Lojac.
- Ophrys speculum Link
- Ophrys sphegodes Mill. – dwulistnik pajęczy
- Ophrys × spuria G.Keller ex Reinhard
- Ophrys × stefaniae G.Kretzschmar & H.Kretzschmar
- Ophrys × sulcitana Scrugli, Todde & Cogoni
- Ophrys × syracusana O.Danesch & E.Danesch
- Ophrys tenthredinifera Willd.
- Ophrys × terschureniana P.Delforge
- Ophrys × torrensis H.Dekker
- Ophrys tremoris Gämperle & Gölz
- Ophrys × turiana J.E.Arnold
- Ophrys umbilicata Desf.
- Ophrys × vamvakiae Kohlmüller
- Ophrys × varvarae Faller & Kreutz
- Ophrys × vernonensis O.Danesch & E.Danesch
- Ophrys × vespertilio W.Rossi & Contorni
- Ophrys × vicina Duffort
- Ophrys × vittoriana H.Baumann & Künkele
- Ophrys × waldmanniana Soó
- Ophrys zagrica Gölz